# Page and Plant

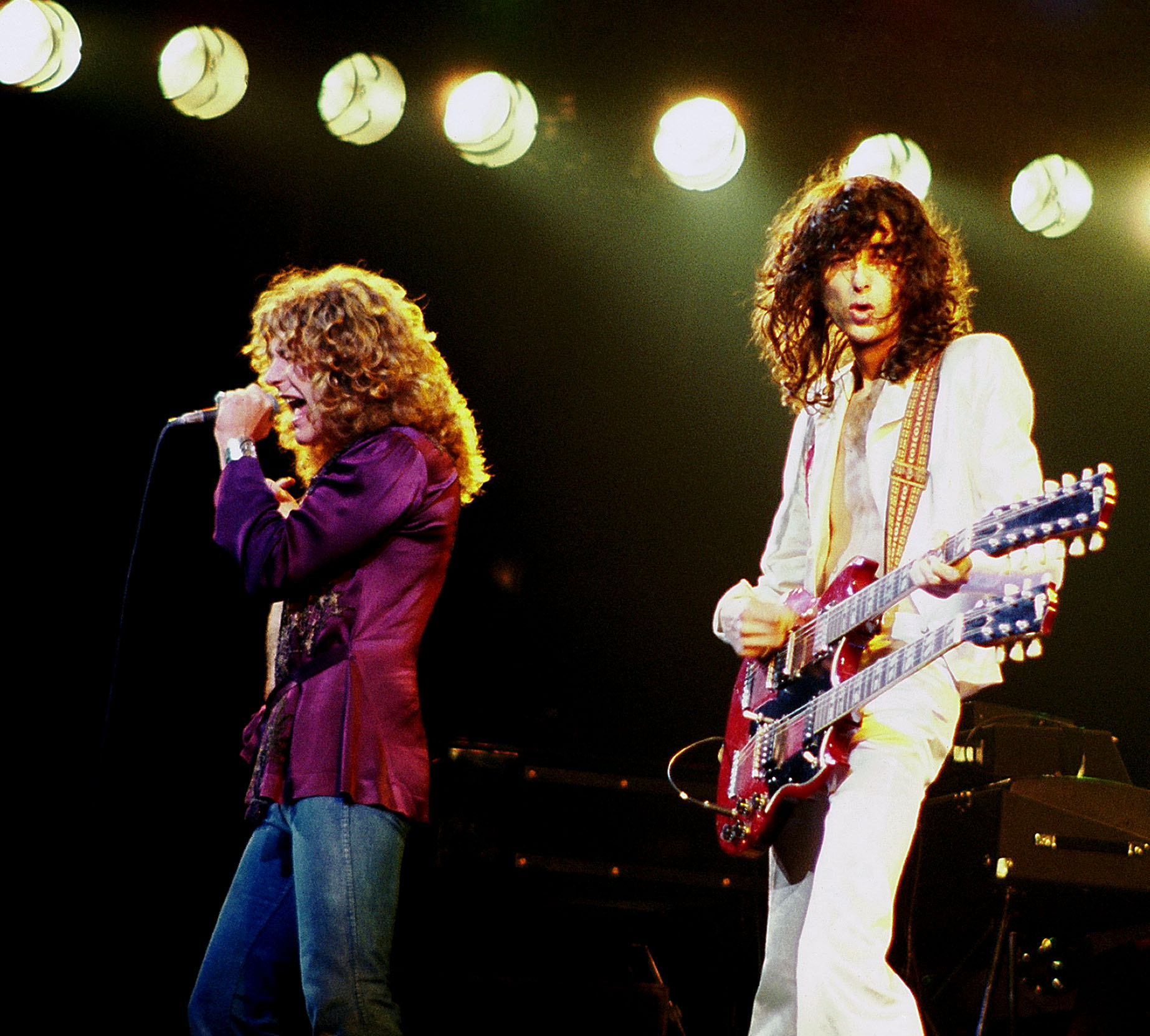
Jimmy Page e Robert Plant em concerto com o Led Zeppelin, em uma turnê na cidade de Chicago, nos Estados Unidos em 1977.

Page and Plant é a dupla formada por Jimmy Page e Robert Plant que fizeram sucesso pertencendo à banda britânica de rock Led Zeppelin.
Eles rodaram o mundo com um line-up incluindo Charlie Jones tocando baixo e percussão, Michael Lee na bateria, Porl Thompson (da banda The Cure) tocando guitarra e banjo, Jim Sutherland no bandolim e bodhrán, Nigel Eaton tocando sanfona, e Ed Shearmur com arranjos orquestrais.